# 69 Liebesspiele
69 Liebesspiele, häufig auch unter dem Titel Engel der Sünde gespielt, ist ein 1967 entstandener, deutscher Exploitationfilm von August Rieger, der hier unter einem Pseudonym arbeitete, mit Erik Schumann in einer der Hauptrollen.

## Handlung
Silvana Orth ist eine ehrgeizige, junge Journalistin, die unbedingt die Hintergründe der Prostitution kennenlernen möchte. Daher zieht sie in die entsprechenden Distrikte aus, um die „Engel der Sünde“ zu befragen und ihr Leben zu beleuchten. Viele der Huren verbringen ein erbärmliches Leben. Einst, im Glauben, die wahre Liebe zu finden, gerieten sie in Hände erbarmungsloser Zuhälter, die sie zur Prostitution zwangen. Silvana riskiert viel, um ihren Bericht so authentisch wie möglich zu gestalten. Sie schminkt sich wie eine Hure und stattet sich auch mit ihrer knappen Kleidung und den Schuhen entsprechend aus, um vor Ort unter den Damen des Gewerbes nicht weiter aufzufallen. So wagt sie sich in die Lasterhöhlen der Großstadt, doch ihre Bekanntschaft mit den Konkurrentinnen und deren schlagfertigen Luden bringt ihr massive Probleme. 
Denn mit ihrer Reportage stößt Silvana in ein Wespennest von Sklaverei und Kriminalität. Und mit den von dem aalglatten Mecky Krüger angeführten Gangstern, die die Kontrolle über die Damen ausüben und gern mal durch ihren Mann fürs Grobe, genannt „der Blonde“, handfest Prügel austeilen lassen, ist nicht zu spaßen. Nur mit Mühe entgeht die Journalistin einer Ermordung. Als ihre Kollegin auf Zeit, Renate, aussteigen will, kommt diese bei einem als Autounfall fingierten Mordanschlag ums Leben. Ingrid wiederum, noch keine 18, wird lediglich durch die Liebe eines aufrichtigen jungen Mannes namens Christian, einem einfachen, aber grundgütigen Raffineriearbeiter, gerettet. In Rosmann bekommt Silvana schließlich ihren wichtigsten Unterstützer.

## Produktionsnotizen
69 Liebesspiele passierte die FSK am 10. April 1968 und wurde am 26. April 1968 in München uraufgeführt.
Günter Eulau hatte die Produktionsleitung. Hans Zehetner entwarf die Filmbauten, Lambert Hofer junior besorgte die Kostüme. Xaver Schwarzenberger assistierte Chefkameramann Walter Kindler.
Hauptdarstellerin Angelica Ott war seit Ende 1966 die Ehefrau des Produzenten dieses Films, Karl Spiehs. Spiehs selbst ist in dem Film als Passant zu finden.

## Kritiken
„Ein recht realistischer Streifzug durch die Unterwelt.“

In Filme 1965–70 ist folgendes zu lesen: „Unerquickliche Mischung von Brutalität und Sex. Wir raten ab.“
Im Lexikon des Internationalen Films heißt es: „Dummer Sexfilm.“